# Duba Stonska
Duba Stonska je vesnice v opčině Ston v Chorvatsku, v Dubrovnicko-neretvanské župě. V roce 2011 zde žilo 36 obyvatel.

## Poloha
Duba Stonska je situována u Malostonského zálivu při severním pobřeží poloostrova Pelješac na konci silnice 6231, 7,5 km od Stonu. Vesnici obklopují skály a olivové háje.

## Pamětihodnosti
Kostel svatého Mikuláše byl postaven roku 1469.

## Galerie

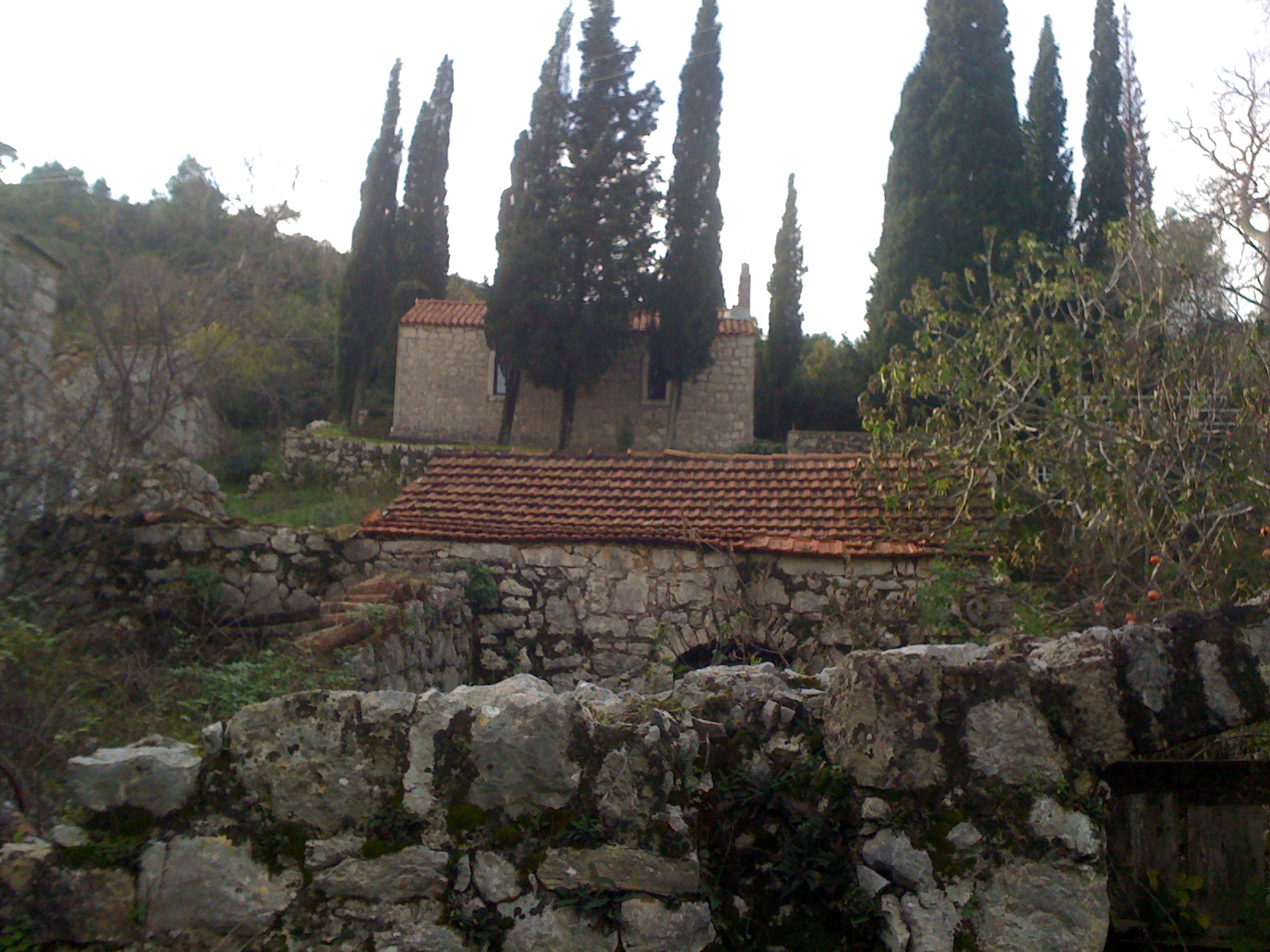
Kostel sv. Mikuláše
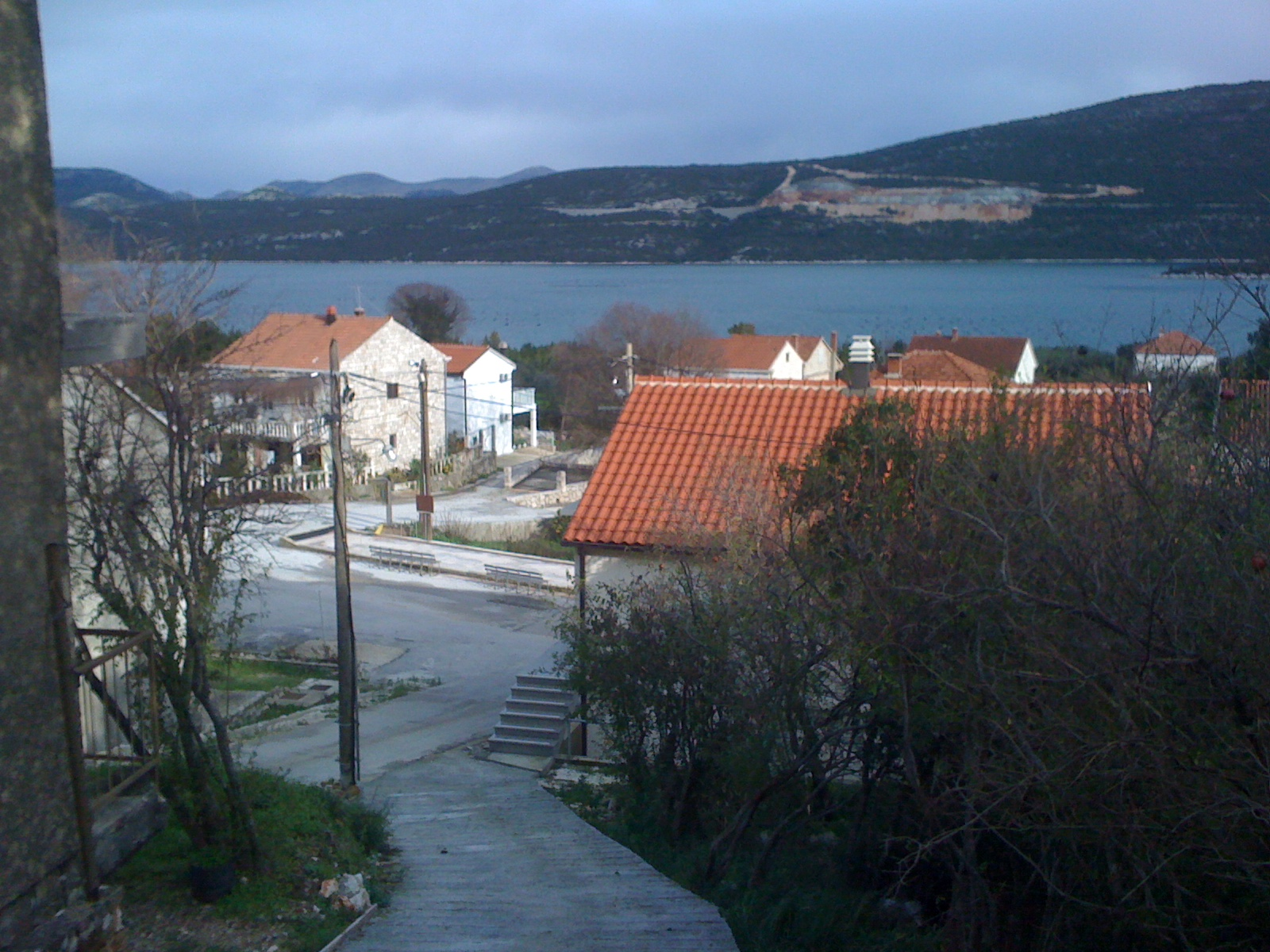
Duba Stonska
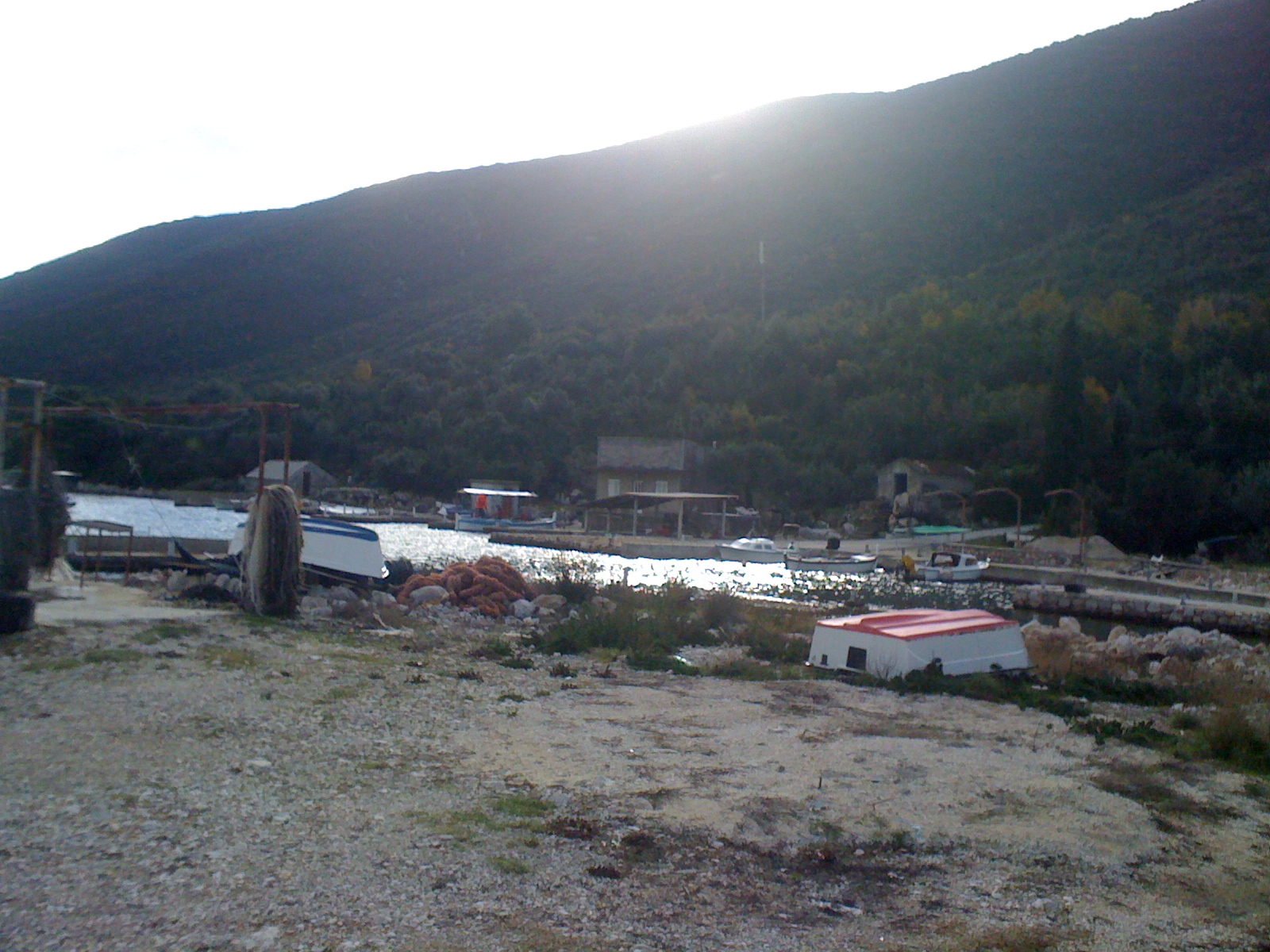